# Khàlid ibn Bàrmak
Khàlid ibn Bàrmak (àrab: خالد بن بَرْمَك, Ḫālid ibn Barmak) (mort el 781/782) fou el primer barmàquida, fill del darrer sacerdot (barmak) del temple de Nawbahar a Balkh.
Apareix documentat en temps dels omeies com a part de l'exèrcit de Qàhtaba on era encarregat de repartir el botí. El califa as-Saffah (750) li va encarregar els diwans de l'Exèrcit i de l'Impost de les terres (kharaj) el que de fet el va convertir en visir sense portar el títol. Va conservar les seves funcions sota al-Mansur fins que per les intrigues d'Abu-Ayyub fou apartat de l'administració i nomenat governador de Fars on va restar dos anys. Pocs anys després, el 764/765, va negociar amb Issa ibn Mussa la seva renúncia als drets a la successió; després fou governador de Tabaristan on va estar set anys (vers 766 a 772, ja que les seves monedes van entre 767 i 771) i durant el seu govern va ocupar la fortalesa d'Ustunawand, prop de Damavand, i va fundar la ciutat d'al-Mansura; en general fou força popular.
El 775 s'esmenta que li fou imposada una forta multa, però fou amnistiat i nomenat governador de la província de Mossul, on els kurds s'havien revoltat. Dos anys després apareix al Fars. El 779/780 es va distingir en el setge de Samalu, en territori romà d'Orient. Va morir el 781/782 quan tenia uns 75 anys.